# Матіас Фернандес
Ма́тіас Ферна́ндес (ісп. Matías Fernández, нар. 15 травня 1986, Буенос-Айрес) — чилійський футболіст, півзахисник мексиканського клубу «Некакса» та збірної Чилі.

## Клубна кар'єра
Вихованець футбольної школи клубу «Коло-Коло». Дорослу футбольну кар'єру розпочав 2004 року в основній команді того ж клубу, в якій провів три сезони, взявши участь у 112 матчах чемпіонату.  Більшість часу, проведеного у складі «Коло-Коло», був основним гравцем команди. У складі «Коло-Коло» був одним з головних бомбардирів команди, маючи середню результативність на рівні 0,51 гола за гру першості.
Своєю грою за цю команду привернув увагу представників тренерського штабу клубу «Вільярреал», до складу якого приєднався 2007 року. Відіграв за вільярреальський клуб наступні два сезони своєї ігрової кар'єри. Граючи у складі «Вільярреала» також здебільшого виходив на поле в основному складі команди.
До складу лісабонського «Спортінга» приєднався 2009 року. Відіграв за лісабонський клуб 110 матчів в національному чемпіонаті.
Наступним клубом гравця стала італійська «Фіорентіна», з якою чилієць підписав чотирирічний контракт у липні 2012 року.
31 серпня 2016 року футболіст був орендований італійським «Міланом» на один сезон з правом викупу.
4 вересня 2017 року як вільний агент був підписаний мексиканським клубом «Некакса».
4 лютого 2019 року підписав однорічний контракт з чемпіонами колумбійської Прімери А «Атлетіко Хуніор».
18 грудня 2019 року повернувся до рідного «Коло-Коло» підписавши однорічний контракт з можливістю продовження ще на один сезон.
14 лютого 2023 року у віці 36 років оголосив про завершення кар'єри.

## Виступи за збірну
У 2005 році дебютував в офіційних матчах у складі національної збірної Чилі. Наразі провів у формі головної команди країни 72 матчі, забивши 14 голів.
У складі збірної був учасником чемпіонату світу 2010 року у ПАР.

## Статистика виступів

### Статистика клубних виступів
| Команда   | Команда      | Команда                | Чемпіонат | Чемпіонат | Національні кубки | Національні кубки | Міжнародні кубки | Міжнародні кубки | Усього | Усього |
| Сезон     | Команда      | Ліга                   | Ігор      | Голів     | Ігор              | Голів             | Ігор             | Голів            | Ігор   | Голів  |
| 2004      | «Коло-Коло»  | Чилійська Прімера      | 23        | 9         | -                 | -                 | -                | -                | 23     | 9      |
| 2005      | «Коло-Коло»  | Чилійська Прімера      | 29        | 9         | -                 | -                 | 1                | 0                | 30     | 9      |
| 2006      | «Коло-Коло»  | Чилійська Прімера      | 30        | 20        | -                 | -                 | 14               | 10               | 44     | 30     |
| 2006-2007 | «Вільярреал» | Іспанська Прімера      | 20        | 1         | 2                 | 0                 | -                | -                | 22     | 1      |
| 2007-2008 | «Вільярреал» | Іспанська Прімера      | 30        | 3         | 3                 | 0                 | 4                | 0                | 37     | 3      |
| 2008-2009 | «Вільярреал» | Іспанська Прімера      | 21        | 3         | 2                 | 0                 | 7                | 0                | 30     | 3      |
| 2009-2010 | «Спортінг»   | Португальська Прімейра | 28        | 3         | 5                 | 1                 | 13               | 1                | 46     | 5      |
| 2010-2011 | «Спортінг»   | Португальська Прімейра | 21        | 5         | 3                 | 0                 | 6                | 2                | 30     | 7      |
| 2011-2012 | «Спортінг»   | Португальська Прімейра | 14        | 3         | 7                 | 0                 | 8                | 3                | 29     | 6      |

## Титули і досягнення
- Чемпіон Чилі (2):

«Коло-Коло»: 2006А, 2006К
- Переможець Кубка Америки (1):

Збірна Чилі: 2015
- Володар Суперкубка Італії з футболу (1):

«Мілан»: 2016
- Чемпіон Чилі: 2009К, 2014К, 2015А, 2017Т
- Володар Кубка Мексики (1):

«Некакса»: 2018К
- Володар Суперкубка Мексики (1):

«Некакса»: 2018
- Володар Кубка Чилі (1):

«Коло-Коло»: 2019
- Футболіст року в Чилі: 2006
- Футболіст року в Південній Америці: 2006